# Corses (ethnie nuragique)
Cet article concerne les Corses antiques. Pour les Corses modernes, voir Corses.
Les Corses sont une antique population nuragique de la Sardaigne et de la Corse. Ptolémée les cite pour la première fois dans son œuvre (III, 3). Pendant l'époque de la culture nuragique, l'antique peuple des Corses est, avec celles des Bàlari et les Ilienses, une des principales ethnies de la population sarde.
Certains érudits pensent que les Corses habitaient à l'origine en Sardaigne et se sont établis sur l'île voisine qui prit leur nom, alors que d'autres pensent l'inverse, c'est-à-dire qu'un peuple venant de Corse s'est établi en Sardaigne, les indigènes les nommant de fait par leur origine, Corses.

« Il y a, pas très loin de la Sardaigne, une île nommée [...] Corse. De cette île une expédition conséquente d'individus se rendit en Sardaigne et demeurent désormais dans la même région se réservant une partie des montagnes : Les indigènes de la Sardaigne les appellent « Corses », du nom de leur patrie [...] »

— Pausanias le Périégète, Voyage en Grèce, livre 10 chap 17, moitié du IIe siècle.

## Origine
D'après Franck Leandri, Conservateur régional de l’archéologie, les récentes découvertes renforcent les connexions entre la culture de l'ancien peuple corse et les cultures Protohistoriques de la Méditerranée Orientale. La Corse était certainement un lieu où s'installerènt les Shardanes.
Selon l'archéologue Giovanni Ugas il est probable que les Corses appartiennent à la famille des peuples Ligures qui peuplaient pendant les périodes préhistoriques et protohistorique une grande partie de l'Italie septentrionale et de la France méridionale. Des mouvements de gens depuis l'Apennin ligure vers les deux îles tyrrhéniennes sont attestées pendant le milieu du néolithique ancien (6000 - 4000 av. J.-C.), il est donc probable que les Ligures se soient progressivement mêlés à une population autochtone corse plus ancienne (dont la présence sur l'île remonterait au tout début du néolithique), et que leur culture et leur langue s'y soient petit à petit imposés. De ce mélange est possiblement né la civilisation torréenne (autre nom donné à la branche corse de la civilisation nuragique).

## Langue

### Paléosarde
Le paléosarde est un ensemble linguistique parlé pendant la période nuragique, en Sardaigne et Corse, avant que les indigènes des îles n'adoptent le latin.

### Similitudes avec les languesIbèresetLigures
Selon l'archéologue Raimondo Zucca, les anciens parlers en Corse et en Gallura avaient probablement des affinités avec les langues Ibères et Ligures ; cette langue est l'une des plus proches du latin, dont elle diffère cependant .

## Religion

### La Déesse Mère

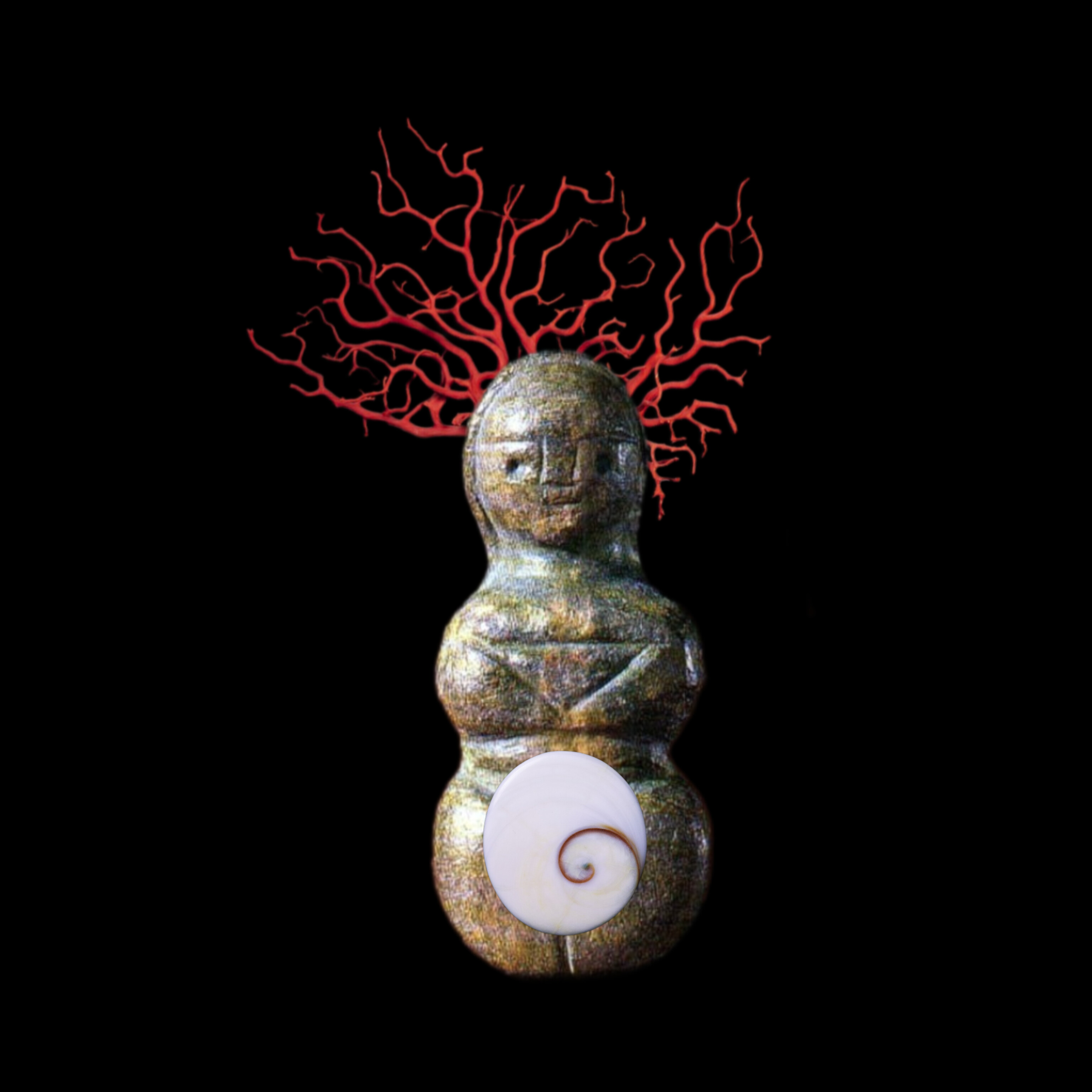
Statuette de la Déesse Mère corse de Campo Fiorello

Le culte de la Déesse Mère (Dea Madre en corse) a laissé des traces en Corse, comme en témoigne cette statuette découverte à Campo Fiorello à Grossa, dans le sud de la Corse. Elle présente de remarquables similitudes avec les statuettes sardes.

## Distribution géographique
En Sardaigne, les populations corses ont surtout habité les côtes nord orientales, correspondant à l'actuelle Gallura, près de celles des Tibulates et au nord des Coracenses. Néanmoins, d'autres populations se sont établies au Sud et à l'Ouest du monte Limbara, jusqu'au pied de la région Marghine, comme le confirme le toponyme Corsein, l'actuelle Cossoine, près de Bonorva.
À partir de l'âge du bronze, en Corse méridionale, au Sud d'Ajaccio, se developpa la culture torréenne considérée comme jumelle de la culture nuragique.